# Corball de sorra
El corball de sorra, el corball, la corbineta, l'escorball, el reig o el ret (Umbrina cirrosa) és una espècie de peix de la família dels esciènids i de l'ordre dels perciformes.

## Morfologia
Cos allargat i comprimit amb el dors moderadament arquejat, amb l'altura màxima al nivell de la inserció de les aletes ventrals i cobert d'escates pectinades molt adherents (les quals també cobreixen el cap) en nombre d'una cinquantena sobre la línia lateral. Ulls petits. Opercle amb dues espines aplanades, preopercle denticulat en els individus joves. Musell arrodonit, prominent. Boca petita, quasi horitzontal, amb la mandíbula inferior més curta que la superior. Sobre la símfisi mandibular hi ha un barbelló curt amb un porus a la punta. Primera aleta dorsal triangular, curta, amb 10-11 radis espinosos, unida a la segona per una membrana baixa. La segona dorsal té un radi espinós curt i de 22 a 25 radis tous. L'aleta anal té dos radis espinosos: el primer rudimentari i el segon llarg i poc robust. És de color gris argentat (més fosc al dors) i amb nombroses línies obliqües un poc sinuoses, de color daurat orlades de blau o violaci. El marge de l'opercle és negre, la primera dorsal és negrosa i les ventrals són de color gris groguenc. La llargada habitual és de 30 a 40 cm, però excepcionalment pot arribar als 100 cm.

## Alimentació
Menja invertebrats bentònics i el seu nivell tròfic és de 3,39.

## Hàbitat i distribució geogràfica
És un peix de clima subtropical (46°N-30°N, 18°W-42°E) i demersal que viu entre 0-100 m de fondària sobre fons sorrencs (a voltes, en petits grups) i freqüenta les llacunes litorals salabroses. Es troba a l'Atlàntic oriental: des de la Mar Cantàbrica i Gibraltar fins al sud del Marroc, incloent-hi la mar Mediterrània, la mar Negra i la Mar d'Azov.

## Observacions
És inofensiu per als humans i el seu índex de vulnerabilitat és moderat (40 de 100).